# Abisara coriolanus
Abisara coriolanus är en fjärilsart som beskrevs av Fabricius 1793. Abisara coriolanus ingår i släktet Abisara och familjen Riodinidae. Inga underarter finns listade i Catalogue of Life.